# Francesco Nappi
Francesco Nappi (1584 - novembro de 1628) foi um prelado católico romano que serviu como bispo de Polignano (1619–1628).

## Biografia
Francesco Nappi nasceu em 1584. A 20 de novembro de 1619, foi nomeado Bispo de Polignano pelo Papa Paulo V. No dia 8 de dezembro de 1619, foi consagrado bispo por Giulio Savelli, bispo de Ancona e Numana, com Marinus Bizzius, arcebispo de Bar, e Giulio Sansedoni, bispo emérito de Grosseto, servindo como co-consagradores. Nappi serviu como Bispo de Polignano até à sua morte em novembro de 1628.

## Sucessão episcopal
Enquanto bispo, foi o co-consagrador principal de:
- John Roche, (1627);
- Giovanni Paolo Savio, (1627);
- Octavius Rivarola, (1627);
- Francesco Maria Brancaccio, (1627);
- Annibale Mascambruno, (1627);
- Luis Jiménez, (1627);
- Giacomo Marenco, (1627).